# شعبده‌باز (فیلم ۲۰۱۰)
شعبده‌باز یا مرد جادویی (به انگلیسی: Magic Man) فیلمی محصول سال ۲۰۱۰ و به کارگردانی استوارت کوپر است. در این فیلم بازیگرانی همچون بیلی زین، الکساندر نوسکی، بایی لینگ، رابرت داوی، آرماند آسانته، کریستینا ویدال، اندرو دیوف و ریچارد تایسون ایفای نقش کرده‌اند.